# ココアパウダー

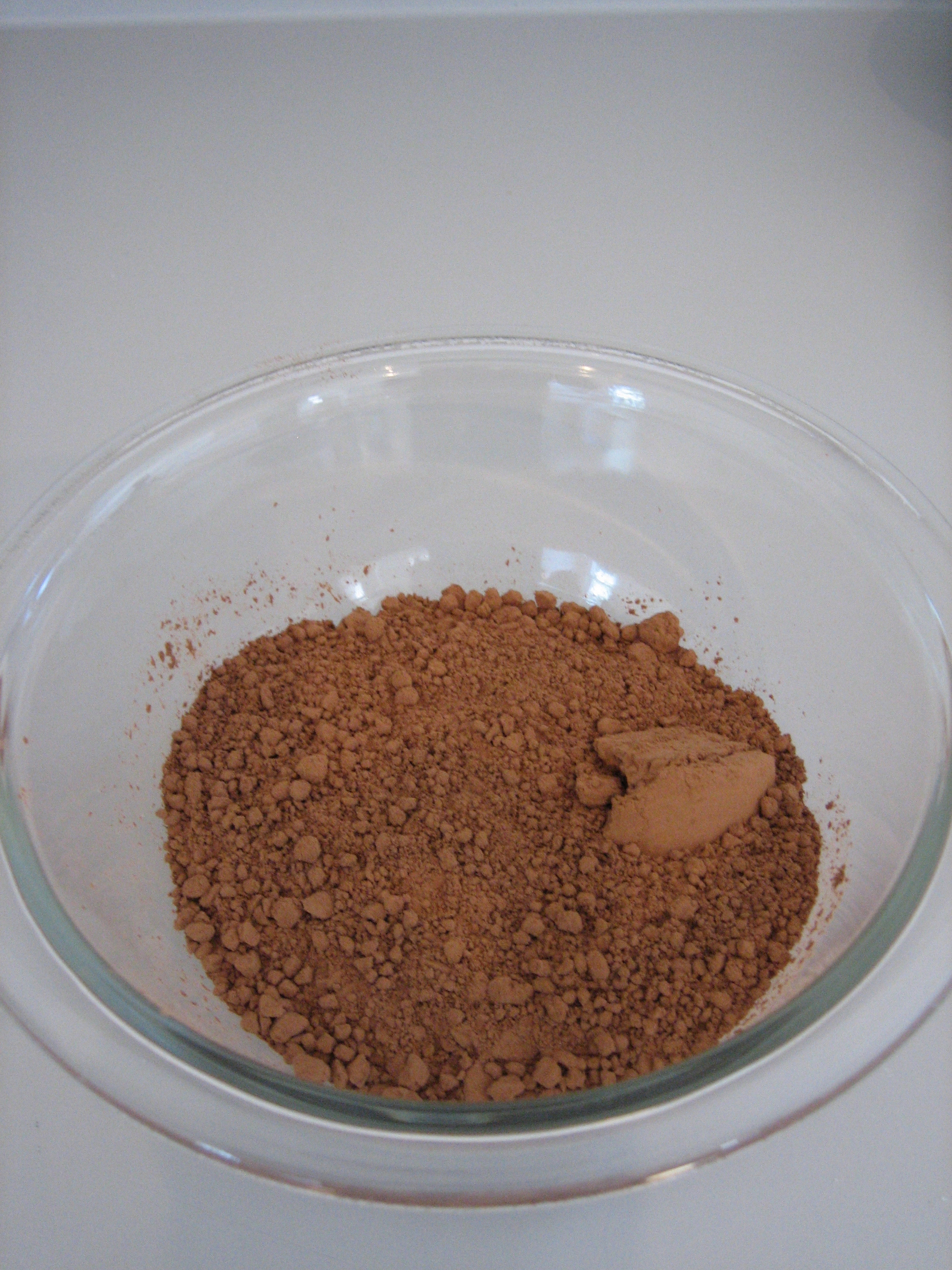
ボールに入ったココアパウダー

ココアパウダーは、カカオ豆から取れるチョコレートやココア、その他の洋菓子の原材料の1つである。チョコレート作りにおいてココアバターが滑らかさと口融けの良さに関わるのに対し、ココア分は独特の味と色に関わってくる。

## 概要
カカオマスから脂肪分であるココアバターを搾った残りである「ココアケーキ」を粉砕して粉末状にしたものだが、ココアパウダーにも脂肪分が約11%-23%程度残っている。製法にはブロマプロセスとダッチプロセスの2種類がある。
ブロマプロセス（Broma process）
カカオマスを油圧圧搾して作られる。得られるココアパウダーはいわゆるチョコレート色よりも赤みがかっており、また苦味や酸味を感じることでも分かる通りpHはやや低い値を示す。1865年頃ドミンゴ・ジラデッリがすりつぶしたカカオ豆を袋に入れ吊るしておいたところ脂肪分が分離したことがきっかけとなり製法が編み出された。香りが強く、カカオ特有の成分も多く含まれているため、チョコレートブラウニーのような脂肪分や糖分の多い料理を作るのに向いている。
ダッチプロセス（Dutch process chocolate）
アルカリで中和を行いながらココアパウダーを作る製法で、ブロマプロセスで作られたココアパウダーよりも穏やかな風味や香りで滑らかさがあり、色もチョコレート色に近くなる。ダッチプロセスによるココアパウダーはアイスクリームやホット・チョコレート、焼き菓子に向いている。一方で抗酸化作用のあるフラボノール類の量も減少することから健康への効果も少ないとされるが、確証は得られていない。例えばフラボノール類の含有量が少なくなってもその他のポリフェノールやプロシアニドは残っていることから問題とはならないとの説を唱える学者もおり、新しい研究もこの説を補強している。1828年頃、クーンラート・ヨハネス・ファン・ハウテンが製法を開発した。
ココアパウダーは体内の酸化を防ぐさまざまな成分を含んでいるが、健康の専門家はココアの栄養を摂取する際にはホットココアなどにして摂取することを推奨している。ココア分を多くココアバターを少なく摂取できるからである。